# 萊巴嫩 (新罕布什爾州)
萊巴嫩（英語：Lebanon），美國新罕布什爾州格拉夫頓縣西部的一個城市，位於康涅狄格河東岸，面對佛蒙特州。面積107.1平方公里。2000年人口12,568人。
1761年7月4日由殖民地時期總督本寧·溫特沃斯發出特許令，1958年設市。本市得名於康乃狄克州同名的城鎮。